# Passeport éthiopien
Le passeport éthiopien est un document de voyage international délivré aux ressortissants éthiopiens, et qui peut aussi servir de preuve de la citoyenneté éthiopienne. 